# Il bazar dei brutti sogni
Il bazar dei brutti sogni (The Bazaar of Bad Dreams) è l'undicesima antologia di racconti di Stephen King, pubblicata negli USA il 3 novembre 2015 e il 22 marzo 2016, in Italia.
La raccolta è costituita complessivamente da 21 racconti, alcuni inediti e altri già pubblicati. La raccolta è stata pubblicata a distanza di cinque anni dalla precedente Notte buia, niente stelle (2010).
Per ammissione dell'autore, anche i racconti già pubblicati sono stati tutti revisionati e riadattati.

## Elenco racconti e precedenti pubblicazioni
I 20 racconti che costituiscono la raccolta, come accennato, sono in parte inediti e in parte già pubblicati su diverse riviste e in varie edizioni e formati, in un arco di tempo dal 2009 al 2015.
Nella versione brossurata, rilasciata il 18 ottobre 2016, è stato incluso un racconto bonus, Il vaso dei biscotti, pubblicato originariamente su Virginia Quarterly Review.
Alcuni racconti già editi su rivista hanno avuto già una traduzione italiana.
| nº | Titolo italiano                 | Titolo originale                     | Pubblicazione originale                               | Data della pubblicazione originale |
| -- | ------------------------------- | ------------------------------------ | ----------------------------------------------------- | ---------------------------------- |
| 1  | Miglio 81                       | Mile 81                              | e-book                                                | 2011                               |
| 2  | Premium Harmony                 | Premium Harmony                      | The New Yorker                                        | 9 novembre 2009                    |
| 3  | Una rissa per Batman e Robin    | Batman and Robin Have an Altercation | Harper's Magazine                                     | settembre 2012                     |
| 4  | La duna                         | The Dune                             | Granta (UK)                                           | autunno 2011                       |
| 5  | Il bambino cattivo              | Bad Little Kid                       | e-book in Francia e Germania                          | 2014                               |
| 6  | Una morte                       | A Death                              | The New Yorker                                        | 9 marzo 2015                       |
| 7  | La chiesa d'ossa                | The Bone Church                      | Playboy                                               | novembre 2009                      |
| 8  | Morale                          | Morality                             | Esquire                                               | luglio 2009                        |
| 9  | Aldilà                          | Afterlife                            | Tin House                                             | luglio 2013                        |
| 10 | Ur                              | Ur                                   | e-book                                                | 2009                               |
| 11 | Herman Wouk è ancora vivo       | Herman Wouk Is Still Alive           | The Atlantic                                          | 2011                               |
| 12 | Giù di corda                    | Under the Weather                    | nell'ed. Paperback di Notte buia, niente stelle (USA) | 2011                               |
| 13 | Blocco Billy                    | Blockade Billy                       | trade hardcover (Cemetery Dance Publications)         | 2010                               |
| 14 | Mister Yummy                    | Mister Yummy                         | inedito                                               | inedito                            |
| 15 | Tommy                           | Tommy                                | Playboy                                               | marzo 2010                         |
| 16 | Il piccolo dio verde del dolore | The Little Green God of Agony        | A Book of Horrors                                     | 2011                               |
| 17 | Quell'autobus è un altro mondo  | That Bus Is Another World            | Esquire                                               | agosto 2014                        |
| 18 | Io seppellisco i vivi           | Obits                                | inedito                                               | inedito                            |
| 19 | Fuochi d'artificio ubriachi     | Drunken Fireworks                    | audiolibro                                            | 2015                               |
| 20 | Tuono estivo                    | Summer Thunder                       | Turn Down the Lights                                  | 2013                               |
| 21 | Il vaso dei biscotti            | Cookie Jar                           | Virginia Quarterly Review                             | primavera 2016                     |

## Opere contenute

### Miglio 81 (Mile 81)
Lasciato solo dal fratello durante un giorno festivo, l'undicenne Pete Simmons si reca in bicicletta in una stazione di servizio abbandonata al Miglio 81 dell'Interstatale 95 (I95) del Maine; qui, per ingannare il tempo, inizia a comportarsi come i ragazzi più grandi che di solito frequentano l'area dismessa. Gioca a freccette, guarda delle riviste pornografiche e poi beve un po' di vodka da una bottiglia mezza vuota, che aveva trovato all' interno dell'area di servizio, addormentandosi su un materasso abbandonato. Nel frattempo, sulla strada principale dell'I95, appare una "station wagon di marca e anno di fabbricazione imprecisati". L'auto sembrava essere in folle e si schianta all'entrata della stazione di servizio, abbattendo delle colonnine. Tra le auto che passano saltuariamente nell'interstatale, qualcuno comincia a notare la familiare ferma nell'area abbandonata: il primo è Doug Clayton, un assicuratore in viaggio verso Portland.

### Premium Harmony
Nei pressi di Castle Rock, in una torrida giornata, i coniugi Ray e Mary Burkett litigano continuamente mentre sono in auto assieme al loro cane, in viaggio verso i supermercati Walmart per comprare delle sementi. I motivi sono di natura economica, ma non solo: quando Mary decide di comprare una pallina per il compleanno della nipote, Ray le chiede di comprargli le sue sigarette Premium Harmony. Scoppia un altro litigio nel parcheggio dello store dove si sono fermati: la donna entra nell'emporio ma non uscirà più. Una commessa viene infatti a cercare Ray, per dirgli che la donna ha avuto un infarto. L'uomo si precipita nel negozio, arrivano i soccorsi ma non c'è niente da fare. Passano un paio d'ore, quindi l'uomo torna all'auto e trova il cane morto, essendo rimasto chiuso per ore sotto il sole cocente. Torna all'emporio, si compra le sigarette e riparte, fumando col finestrino abbassato e pensando che ora potrà fumare come e quando vuole. La storia è scritta in terza persona dal punto di vista di Ray ed è un dichiarato omaggio ai "classici perdenti americani" di Raymond Carver. Si tratta della prima citazione di Castle Rock, la celebre cittadina immaginaria di King, dal racconto L'uomo vestito di nero, pubblicata in origine anch'essa (come questa storia) sul The New Yorker (31 ottobre 1994) e presente nella raccolta Tutto è fatidico (2002).

### Una rissa per Batman e Robin (Batman and Robin Have an Altercation)
Sanderson, un uomo di mezza età, visita due volte alla settimana suo padre, che soffre di Alzheimer. I due cenano da Applebee per il loro pranzo settimanale, dove per tre anni hanno ordinato lo stesso cibo e hanno avuto la stessa conversazione. La memoria di suo padre si sta deteriorando: arriva a confendere Sanderson per il defunto fratello di Sanderson, morto 40 anni fa in un incidente. L'unico ricordo che ha è che una volta si sono travestiti da Batman e Robin per Halloween. Mentre riporta suo padre a casa, Sanderson è distratto da suo padre e ha un incidente contro un camion. L'autista del camion e Sanderson iniziano a picchiarsi. Il padre di Sanderson, in un raro momento di lucidità, interviene e uccide l'autista con un coltello da bistecca che ha rubato al ristorante.

### La duna (The Dune)
In Florida, il giudice della Corte Suprema Harvey Beecher è ossessionato da un isolotto poco distante dalla costa del Golfo. Fin da bambino si avventura quasi quotidianamente sull'isola per far visita ad una duna dove legge il nome di persone che di lì a un mese moriranno.  L'avvocato di Beecher, Anthony Wayland, fa visita per aiutare Beecher a mettere a punto il suo testamento. Finito il documento, Beecher gli racconta delle sue visite alla duna ed in particolare dell'ultima, ragione della sua premura a terminare le sue ultime volontà.

### Il bambino cattivo (Bad Little Kid)
L'avvocato Leonard Bradley visita il suo cliente, George Hallas, in prigione. Hallas è stato condannato a morte con iniezione letale per l'omicidio di un ragazzo.  Hallas non ha mai spiegato perché abbia commesso questo atto brutale e verrà giustiziato tra meno di una settimana, nonostante i tentativi di Bradley di salvarlo, ma ora ha voglia di parlare di quello che chiama "il bambino cattivo": un bambino di sei o sette anni con i capelli arancioni, gli occhi verdi e un berretto, che ha reso la vita di Hallas un inferno vivente per anni. La madre di Hallas era morta durante il parto, perciò fu allevato da suo padre e dalla governante, Mama Nonie. Il suo primo incontro con il bambino era stato nel 1977. Hallas era un buon amico di una ragazza più grande e con problemi mentali di nome Marlee. Un giorno, il ragazzo dai capelli arancioni apparve e terrorizzò Marlee, facendola investire da un veicolo a motore. Anni dopo, quando Hallas aveva una relazione con una donna di nome Vicky, il bambino era apparso di nuovo, esattamente com'era nel 1977, e tramite atti di bullismo aveva portato Vicky al suicidio. Tre anni dopo il matrimonio di Hallas con Carla Winston, il bambino misterioso aveva causato un'esplosione di gas in una miniera, provocando la morte del padre di Hallas. Faceva anche numerose telefonate a Mama Nonie, che aveva così cancellato il servizio telefonico e, per questa ragione, non aveva potuto chiedere aiuto durante un infarto. Quando, dopo molti tentativi di concepire, Carla e Hallas erano riusciti ad aspettare il loro primo figlio, il ragazzino ha causato un incidente e causato l'aborto della donna. 
Il povero Hallas decise di preparare una trappola per il ragazzo, diventando un volontario attivo per la chiesa locale e impegnandosi ad aiutare i ragazzi in difficoltà. Il bambino si era presentato di nuovo dopo che uno dei ragazzi era stato sottoposto a un intervento oculare, ma Hallas era pronto a ucciderlo di fronte a dozzine di testimoni. L'uomo termina la sua storia con un avvertimento a Bradley: il bambino mostruoso potrebbe tornare. Dopo l'esecuzione di Hallas, Bradley trova un berretto nella sua macchina con scritto: "a presto".

### Una morte (A Death)
In un imprecisato periodo del Far West, lo sceriffo Barclay arresta Jim Trusdale, un ritardato che sembra aver stuprato e strangolato una bambina di 10 anni, lasciando il proprio cappello sotto il corpo della giovane. Alle domande dello sceriffo, Jim risponde di aver perso il cappello e non di sapere nulla della vicenda; viene condotto nella prigione del paese, dove una folla inferocita vorrebbe giustiziarlo subito. Lo sceriffo sembra avere dei dubbi, perché non è stata ritrovata la moneta d'argento che la bambina aveva con sé. Segue il processo e l'impiccagione; solo l'autopsia su Jim dimostrerà che l'uomo aveva inghiottito continuamente la moneta per nasconderla e passare per innocente.

### La chiesa d'ossa (The Bone Church)
La poesia è collegata, in modo molto simile, a una narrativa regolare ed è distinta (dallo stesso King nel suo prologo, per Il bazar dei brutti sogni) dalla poesia lirica. Contiene meno di venti strofe e, sebbene si possa discernere una rima occasionale, non segue una forma standardizzata che la colloca nella categoria dei versi liberi.
La versione originale è della fine degli anni sessanta, da allora perduta, ed è stata ispirata, dice King, alle poesie narrative di Robert Browning come La mia ultima duchessa (un altro pezzo di Browning, Childe Roland alla Torre Nera giunse, ha ispirato l'opera magna di King, la sua serie La Torre Nera).
Lo stile narrativo della poesia è di un uomo che racconta a uno sconosciuto i dettagli di un macabro viaggio, esso ha similitudini con la trama di una delle poesie di Samuel Taylor Coleridge, La ballata del vecchio marinaio. Il temibile ambiente della giungla e la fauna selvatica, d'altra parte, sono stati paragonati ad alcune poesie e storie di Rudyard Kipling.

### Morale (Morality)
Chad e Nora Callahan (marito e moglie) stanno soffrendo per le difficoltà finanziarie causate dalla mancanza di lavoro e da lavori sottopagati e sebbene siano apparentemente frustrati dall'afflusso di fatture mensili e altre spese, rimangono in gran parte ottimisti riguardo al futuro. Chad spera di integrare le loro entrate scrivendo un libro basato sulle sue esperienze come insegnante supplente; mentre Nora, un'infermiera, lavora a tempo pieno per un pastore in pensione di nome George Winston, che è parzialmente paralizzato e usa una sedia a rotelle dopo aver subito un ictus.
Il tempo trascorso da Nora con Winston è in gran parte tranquillo, fino a quando un giorno offre alla donna una soluzione ai suoi problemi di denaro. Winston gli dice di aver vissuto la sua vita in gran parte senza peccato e cerca di sperimentare un peccato grave prima di morire. Tuttavia, date le sue condizioni attuali, non può uscire di casa e questo gli rende impossibile commettere qualsiasi peccato che valga la pena senza aiuto. Winston afferma che intende commettere un peccato indirettamente attraverso le azioni di Nora ed effettivamente "raddoppiando il suo quoziente di peccati" agli occhi di Dio. Chiarisce che per l'aiuto di Nora e l'assunzione di rischio in questo atto le pagherà un totale di 200.000 dollari. Inizialmente, dopo che Winston ha rivelato cosa comporta il peccato, Nora è sconvolta e presume che debba essere pazzo e dopo aver discusso i pro e i contro dell'offerta con Chad, e aver ragionato sul fatto che con i soldi sarebbero stati in grado di saldare tutti i loro debiti e trasferirsi nel Vermont, Nora accetta la proposta. Dopo aver commesso l'atto con Chad, Nora torna da Winston con una videocassetta che documenta i loro sforzi: il nastro rivela che il peccato che Winston ha scelto di commettere consisteva nel fatto che Nora si avvicinasse a un bambino piccolo in un parco in pieno giorno e gli desse un pugno in faccia, causando al bambino un perdita di sangue dal naso. Apparentemente soddisfatto dell'esito delle azioni della donna, Winston accetta darle i soldi. Egli suppone che Nora non desidererà più lavorare per lui ora che ha visto il suo vero volto ma Nora dice che trova l'intera situazione ripugnante e si chiede il perché Winston vorrebbe commettere un atto così insensato.
Poco dopo viene a sapere che Winston si è suicidato e Nora si interroga sulla videocassetta e se verrà scoperta o meno. Col passare del tempo, Chad e Nora sono sconvolti dal senso di colpa per la loro complicità e il loro ottimismo svanisce con l'aumentare della paura dell'esposizione. Chad inizia a bere, mentre Nora ha due relazioni e sviluppa una tendenza alla soddisfazione masochistica durante il sesso. Alla fine i due divorziano e Chad incolpa il fallimento e la scarsa qualità del suo libro sul senso di colpa e la mancanza di fiducia di Nora nel suo talento di scrittore. Ella è felice di sbarazzarsi di Chad e inizia a lavorare a tempo pieno in un ospedale dove trova un vecchio libro intitolato The Basis of Morality in una libreria antiquaria; l'aveva già visto nello studio di Winston e dopo averlo letto Nora conclude tristemente che c'è poco o nulla nel libro che non sapesse già.

### Aldilà (Afterlife)
William Andrews muore di cancro al colon in un letto d'ospedale, circondato dalla sua famiglia. È estasiato dalla sensazione di lasciare il suo corpo e, quindi, di lasciarsi alle spalle tutto il suo dolore.
Vede una puntina di luce bianca che si espande costantemente: si ritrova in piedi in un normale corridoio di un ufficio, su una parete sono appuntate diverse fotografie di un picnic aziendale. Riconosce molti volti del suo passato e, inspiegabilmente, l'ex presidente Ronald Reagan nelle foto. Entra in una porta con su scritto "Isaac Harris", esso lotta con un'alta pila di cartelle che sono state consegnate da un tubo pneumatico; Harris si presenta come un assistente sociale spirituale condannato a un purgatorio in cui deve trasmettere la scelta che deve affrontare ogni persona recentemente deceduta. Questa scelta è tra due porte, che Andrews vede alla sua sinistra e alla sua destra; Harris spiega che la porta di sinistra consentirà ad Andrews di vivere di nuovo la sua vita e, a parte un vago e fugace déjà vu, non ricorderà nulla della sua vita precedente o della sua conversazione con il suddetto. L'uomo gli dice che ha visitato il suo ufficio numerose volte e ha sempre scelto la porta a sinistra, nonostante gli sia stato detto che non c'è nulla che possa fare per cambiare le cose brutte che ha fatto nella sua vita, inclusi incidenti che hanno causato lesioni permanenti a suo fratello, i furti nei negozi e lo stupro di gruppo di una studentessa universitaria. Se Andrews sceglie la porta giusta, tuttavia, cesserà definitivamente di esistere.
Andrews scopre che Harris era co-proprietaria della fabbrica Triangle Shirtwaist, che produceva capi di abbigliamento da donna. Nel 1911 Harris e il suo socio in affari, Max Blanck, furono responsabili della morte di 146 lavoratori dopo che avevano chiuso a chiave le porte per prevenire furti e rotture di sigarette. Harris non sa quanto durerà il suo purgatorio e ancora non ha accettato pienamente la responsabilità della morte dei suoi lavoratori. Andrews sostiene che la corruzione è andata per lo più molto al di sopra della sua retribuzione. Determinato a espiare le cose brutte che ha fatto e a rivivere tutte le cose buone, Andrews sceglie la porta sinistra nonostante gli avvertimenti di Harris.
La storia si conclude quando Andrews nasce (di nuovo) nel 1956. La madre di Andrews si meraviglia della nuova vita nelle sue mani e delle "possibilità illimitate" che ironicamente non lo aspettano.

### Ur
King disse, in proposito a Ur.
«Il meccanismo di consegna nella mia mente è secondario per me come scrittore. [...] Ma l'ho fatto una volta prima con una storia intitolata Riding the Bullet e non ho mai avuto così tanti ragazzi in giacca e cravatta che si avvicinavano a me e mi facevano domande. Ma non volevano sapere della storia, non volevano sapere del processo, volevano sapere del sistema di consegna, ma per me è secondario. [...] Penso che le persone saranno più interessate all'aspetto commerciale di [Ur] che alla storia. Non avrei mai accettato se non avessi pensato che fosse una bella storia. Ho deciso che mi piacerebbe scrivere una storia per il Kindle, ma solo se potessi farne una sul Kindle. I gadget mi affascinano, in particolare se riesco a pensare a un modo in cui potrebbero diventare strani. In precedenza avevo scritto di macchine omicide, computer sinistri e telefoni cellulari che distruggono il cervello; nel momento in cui è arrivata la richiesta di Amazon, stavo giocando con l'idea di un ragazzo che inizia a ricevere e-mail da un morto. La storia che ho scritto, Ur, riguardava un lettore di ebook che può accedere a libri e giornali da mondi alternativi. Mi sono reso conto che avrei potuto essere cestinato in alcuni blog letterari, dove sarei stato accusato di lavorare per Jeff Bezos & Co., ma questo non mi ha infastidito molto; nella mia carriera, sono stato cestinato dagli esperti e sono ancora in piedi.»
L'agente di King, Ralph Vicinanza, ha dichiarato che i download della novella su Amazon hanno raggiunto "cinque cifre" in circa tre settimane, negando anche che la novella sia uno spot pubblicitario per Kindle. L'editore di King, Scribner, ha pubblicato Ur come audiolibro il 16 febbraio 2010. In un'intervista nell'ottobre 2010, King ha dichiarato di non aver scritto la novella per soldi: "L'ho fatto perché era interessante. Sono abbastanza prolifico. Ci sono voluti tre giorni e ho guadagnato circa 80.000 dollari. Puoi non prenderlo per racconto di Playboy o di chiunque altro. È ridicolo.

#### Trama
Wesley Smith, insegnante di inglese in un college del Kentucky e appassionato di libri, vuole andare alla "New School" dopo aver litigato con la sua ragazza e aver comprato un Kindle. A causa di un piccolo errore nel numero della sua carta di credito, gli viene inviato un Kindle rosa (anche se all'epoca i Kindle erano sempre bianchi); ma lentamente si rende conto che quell'edizione era pensata per un altro Wesley Smith, di un universo parallelo. Il Kindle di Smith ha una funzione particolare chiamata UR che può cercare i dati in più linee temporali. È interessante notare che ogni volta che egli usa questa funzione un'enorme Torre Nera lampeggia sullo schermo mentre carica i dati.
Smith trova quattro libri scritti da Ernest Hemingway in un universo alternativo in cui visse per altri tre anni. Ulteriori ricerche rivelano opere scritte di Edgar Allan Poe e William Shakespeare da altre linee temporali, inoltre Wesley scopre anche un'altra funzione riguardante i giornali che sono stati pubblicati in un universo alternativo. Smith racconta il tutto ad un suo amico e ad un suo studente del Kindle e i tre cercano di collegarsi a un numero del New York Times di una realtà alternativa, ma scoprono con orrore che nessun articolo viene pubblicato il giorno richiesto. Apprendono che in quella realtà alternativa il mondo è finito quando la crisi dei missili cubani è degenerata nella terza guerra mondiale nel novembre 1962. Smith scopre anche che un autobus carico di studenti locali, così come la sua stessa ragazza, verrà ucciso da un guidatore ubriaco in meno di tre giorni. Con l'aiuto del Kindle rintraccia l'autista ubriaco e gli impedisce di causare l'incidente.
Quando torna a casa, scopre che degli "uomini bassi in soprabito giallo" (come introdotto nel libro di King del 1999, Cuori in Atlantide) lo stanno aspettando, pronti a punirlo per aver usato la funzione proibita del Kindle. Wesley sostiene che forse questo cambiamento doveva accadere: come avrebbe potuto ottenere il Kindle altrimenti? La sua argomentazione non influenza completamente gli uomini bassi, ma ritengono che sia meglio evitare che accada di nuovo confiscando il Kindle, lasciando Wesley a riflettere sulla vastità di un mondo che pensava di aver compreso. Poco dopo, Wesley scopre che la sua ragazza lo ama dopotutto.

### Herman Wouk è ancora vivo (Herman Wouk Is Still Alive)
I vecchi amici Brenda e Jasmine, insieme ai loro sette figli, sono partiti per un viaggio su una Chevy Express noleggiata dopo che Brenda ha vinto 2.700 dollari alla lotteria Pick-3. I due riflettono sulla loro dura infanzia e sulla loro vita deludente, ma nel frattempo due poeti anziani ed ex amanti, Phil e Pauline, stanno andando a un festival di poesia all'Università del Maine.
Si fermano in un'area di sosta per pranzare insieme e ben presto, Brenda, decide che le loro vite non valgono più la pena di essere vissute e che i bambini sono destinati a un futuro pietoso. Deliberatamente e con il consenso e l'incoraggiamento di Jasmine, fa schiantare il furgone contro un albero vicino a Phil e Pauline ad alta velocità; i due si affrettano verso il relitto, ma Brenda, Jasmine e tutti i loro figli sono morti. Quando un passante chiede a Pauline cosa sia successo, lei perde finalmente la sua indole ben colta e gli chiede "Che cazzo ti sembra?"

### Giù di corda (Under the Weather)
Brad Franklin si sveglia da un incubo e sua moglie, Ellen, dorme accanto a lui nel letto; non si sente bene dopo un recente attacco di bronchite. Brad porta Lady, il loro cane, a fare una passeggiata e mentre lascia l'edificio viene a sapere dal portiere del suo palazzo che gli disinfestatori verranno nel pomeriggio per controllare un cattivo odore che si sospetta provenga da un topo morto in un appartamento vicino. Dopo aver riportato Lady nel suo appartamento e aver lasciato un biglietto a sua moglie, Brad parte per il suo lavoro in un'agenzia pubblicitaria, lasciando Ellen ancora addormentata a letto.
Al lavoro, Franklin ricorda i tempi passati con sua moglie, felici e meno felici: Ellen lo aiutava nella sua prima pubblicità rivoluzionaria; la coppia apprende che non poteva concepire un bambino, il che in un certo senso è una benedizione dato che ha una condizione cardiaca che potrebbe essere stata influenzata negativamente dallo sforzo di portare un bambino; un viaggio a Nassau. È stato durante il viaggio in aereo per questa località che Brad ricorda di aver avuto una brutta paura, in cui per un breve momento ha pensato che la moglie che dormiva sembrasse morta. Dopo essersi svegliata lui le parlato della sua paura, ha scherzato sul fatto che se fosse morta, probabilmente avrebbe rispedito il suo corpo a New York e sposato una "mamma delle Bahamas". In risposta, le disse che se fosse stata davvero morta, avrebbe usato la sua immaginazione per tenerla in vita e si sarebbe semplicemente rifiutato di accettare che fosse morta.
Brad riceve una chiamata dal sovrintendente del suo condominio, che dice a Brad che ora credono che il cattivo odore provenga effettivamente dal suo appartamento. Il sovrintendente fa quindi un commento pungente su come nessuno abbia visto Ellen da più di una settimana. Egli ipotizza che il direttore crede che abbia ucciso sua moglie e accetta di incontrarlo nell'atrio, dopodiché saliranno insieme nell'appartamento per verificare la fonte dell'odore.
Brad lascia immediatamente il lavoro e torna al suo condominio, dove usa una chiave precedentemente datagli dal portiere per entrare attraverso l'ingresso di servizio e aggirando così l'atrio e il sovrintendente. Nel suo appartamento vede Lady uscire furtivamente dalla camera da letto dove sua moglie presumibilmente dorme ancora; il cane si lecca i baffi. In camera da letto Brad scopre che la mano di Ellen è stata masticata dal cane, lasciando solo poche strisce di carne e decide, di conseguenza, di usare la sua immaginazione per negarlo e rimette la mano sotto le coperte. Scaccia via alcune mosche, immaginando che debbano essere attratte da qualunque cosa stia creando il cattivo odore e chiede ad Ellen se le piacerebbe qualcosa da bere o da mangiare. Quando lei non dice nulla, le chiede se si ricorda del loro viaggio alle Bahamas e quando lei non dice nulla, le chiede se non vuole alzarsi e fare un giro. Eppure lei non dice niente. Poi le dice che va bene, che può dormire ancora un po' e che si siederà accanto a lei.

### Blocco Billy (Blockade Billy)
Un vecchio in una casa di riposo, George "Granny" Grantham, racconta a Stephen King della stagione della Major League di baseball del 1957, quando era l'allenatore di terza base di una squadra ormai defunta, i New Jersey Titans. Quando la squadra perde entrambi i suoi ricevitori giorni prima dell'inizio della stagione è costretta a richiedere un giocatore della lega minore come sostituto dell'ultimo minuto, un giovane di nome William "Billy" Blakely. Sebbene Billy sembri essere debole di mente e molto suscettibile alle provocazioni, si rivela un giocatore fenomenale. Diventa particolarmente famoso per il suo incredibile potere di arresto a casa base, guadagnandosi il soprannome di "Blocco Billy" tra i fan. Diventa rapidamente caro alla squadra, in particolare al lanciatore protagonista Danny Dusen, un uomo solitamente arrogante ed egocentrico che adotta Billy come suo portafortuna. George, tuttavia, diventa sospettosa di Billy quando un giocatore, gravemente infortunato durante un placcaggio, lo accusa di avere tagliato intenzionalmente la caviglia al giocatore. Sebbene Billy affermi l'innocenza e non ci siano prove a sostegno dell'accusa, George è convinto che Billy stia mentendo.
Con il passare della stagione, la popolarità di Billy continua a crescere ma un giorno George arriva prima di una partita e trova il manager della squadra in preda al panico. Rifiutandosi  di rivelare che cosa ci sia che non va, chiede a George di coprirlo come allenatore, affermando solo che la squadra merita un'ultima partita insieme. Durante la partita successiva, Hi Wenders, un arbitro con una relazione antagonistica con le squadre, fa una brutta chiamata, con il risultato che George viene espulso dal gioco quando gli discute contro e grida "Uccidi l'arbitro!" venire dalla folla. George torna negli spogliatoi per trovare il manager con due agenti di polizia e un detective, che spiegano che Billy è un impostore: il suo vero nome è Eugene Katsanis, un orfano che lavorava nella fattoria dei Blakely; il vero "William Blakely" è stato apparentemente assassinato da Eugene insieme ai suoi genitori un mese prima. George riflette sulle sue stesse speculazioni sulla situazione, indovinando che Eugene era stato maltrattato dai Blakely e che l'abuso era peggiorato perché il vero William, un giocatore della lega minore in fallimento, era consumato dalla gelosia per l'abilità superiore di Eugene. Alla fine l'abuso era diventato eccessivo e aveva spinto Eugene a uccidere la famiglia; quando era arrivata la chiamata che richiedeva Billy come sostituto di emergenza per i Titans, Eugene aveva deciso di assumere l'identità di Billy e fare rapporto alla squadra al suo posto.
A George viene chiesto di mandare Eugene alla polizia da solo per essere arrestato e Eugene, nonostante il tentativo di George di creare una pretesa convincente per mandarlo negli spogliatoi, sente che qualcosa non va e invece di andare dritto lì rintraccia Wenders. Seguendo le richieste della folla di uccidere l'arbitro, taglia la gola di Wenders con la sua arma personalizzata, una lama di rasoio a molla nascosta sotto una benda, prima di essere preso in custodia dalla polizia.
George continua descrivendo le disgrazie subite in seguito dalla squadra e conclude riflettendo sul fatto che, nonostante la loro adozione di Billy come portafortuna, è invece servito come un buco nero di fortuna, risucchiandolo dal resto della squadra.

### Mister Yummy
"Mister Yummy" descrive gli ultimi giorni di vita di Ollie Franklin; in particolare la sua relazione con un altro anziano della casa di riposo di Lakeview di nome Dave Calhoun. Ollie, che è omosessuale, ricorda le sue esperienze crescendo come gay in America, perdendo amici a causa dell'epidemia di AIDS negli anni ottanta, così come il suo incontro una tantum in una discoteca di New York con un giovane ragazzo di bell'aspetto che lui e la sua cricca di amici chiamavano "Mister Yummy".
Sebbene non lo abbia mai più visto di persona, recentemente lo ha visto di nuovo come una sorta di avatar, gli annuncia la sua morte imminente; ragion per cui tutte le persone che vedono l'avatar sono in procinto di morire. Dave all'inizio non gli crede, considerandolo solo senile e che stia perdendo la presa sulla realtà, fino a quando Ollie non muore davvero e solo pochi giorni dopo aver visto per la prima volta Mister Yummy.
Alla fine della storia, Dave inizia a vedere il proprio avatar della morte, una giovane bella donna dai capelli rossi che ha visto dopo la seconda guerra mondiale uscire dal camioncino del suo ragazzo che lo ha fatto eccitare sessualmente.

### Tommy
La poesia è in versi liberi e include gergo e riferimenti culturali propri degli anni '60. Descrive la sepoltura di Tommy, un hippie morto di leucemia, e le reazioni all'evento da parte dei suoi più cari amici.

### Il piccolo dio verde del dolore (The Little Green God of Agony)
L'infermiera Kat, specializzata in terapia del dolore, accudisce da due anni il miliardario Newsome. L'uomo è l'unico sopravvissuto di uno spaventoso incidente aereo e ha insopportabili traumi in tutto il corpo; il dolore gli impedisce di intraprendere una seppur minima fisioterapia che lo porterebbe, secondo Kat e molti altri medici, a ristabilirsi parzialmente. Newsome preferisce, data la sua privilegiata posizione economica, consultare i migliori specialisti del mondo, cercando una soluzione farmacologica. Quando gli uomini di Newsome rintracciano il reverendo Rideout, Kat mostra tutta la sua disapprovazione, convinta che l'uomo sia un ciarlatano che cerca di spillare soldi a Newsome. Rideout spiega a Newsome e ai presenti che il dolore è un'entità reale, un "piccolo dio" che si è insinuato nel corpo dell'ospite e lo prosciuga dall'interno, cibandosi appunto della sofferenza dell'uomo, e pertanto è necessario una sorta di esorcismo.

### Quell'autobus è un altro mondo (That Bus Is Another World)
Un pubblicitario di nome Wilson si reca a New York per un importante colloquio di lavoro: preoccupato di non arrivare in tempo, parte con largo anticipo. Alcuni sfortunati eventi sembrano dar corpo alla sua paura: dapprima in aeroporto viene perso il suo bagaglio, poi inizia a piovere e infine il suo taxi si blocca nel traffico. Mentre è fermo nel veicolo, un autobus si affianca e Wilson inizia a guardare una coppia di estranei seduti nel bus: una bellissima donna che legge un giornale e un uomo in impermeabile che, per motivi ignoti, estrae un fazzoletto e inizia ad annusarlo. Wilson si scorda momentaneamente del suo colloquio e inizia a fantasticare: pensa che forse anche quei due sono in ritardo ai rispettivi appuntamenti, quando l'uomo nell'autobus estrae qualcosa dalla tasca dell'impermeabile e sussurra qualcosa alla donna, che rimane sorpresa. L'uomo taglia la gola alla donna e Wilson rimane impietrito ad assistere alla scena. Proprio in quel momento il taxi riparte e Wilson urla all'autista se ha visto anche lui la scena: ma il guidatore sikh non aveva visto nulla. Confuso sul da farsi, Wilson prende in mano il cellulare per comporre il 911, ma si blocca pensando al suo importante appuntamento, ormai imminente. Inizia anche a formulare delle ipotesi (che si sia trattato di uno scherzo ai suoi danni, che qualcuno nel bus abbia ormai scoperto l'omicida): non compone il numero e scende dal taxi, avviandosi a piedi verso i suoi uffici.

### Io seppellisco i vivi (Obits)
Un giovane laureato in giornalismo, Michael Anderson, mentre sta inviando dei curricula a vari giornali, legge online la notizia della morte per overdose di un giovane attore e, quasi per scherzo, spedisce un necrologio sarcastico e pungente al Neon Circus, una webzine specializzata in gossip. Due giorni dopo viene contattato da Jeroma, la direttrice del Neon, che gli offre una rubrica di necrologi sprezzanti sul sito web: a corto di soldi, Michael accetta il lavoro e la sua rubrica ("Sparlare dei morti") riscuote sempre più successo, fino a diventare quella di punta del sito. Per questo motivo, Michael inizia a chiedere più soldi a Jeroma, che però rifiuta sempre: un giorno, dopo l'ennesimo rifiuto, Michael esce furioso dall'ufficio di Jeroma e piomba sul suo pc; prima parla con la bellissima collega Katie, poi cerca di scrivere ma non riesce a produrre nessun articolo. Così, per sfogarsi, inizia a scrivere un tagliente necrologio di Jeroma, pensando poi di stamparlo e appenderlo in giro per la redazione. Ma dopo averlo scritto, lo butta nel cestino del pc ed esce per andare al cinema. Mentre è nella sala, Katie gli telefona per dirgli che Jeroma è morta da poco, soffocata da una caramella. Katie, che ha preso di sua iniziativa il posto di Jeroma, gli dice di aver convocato una riunione per il giorno dopo, pregandolo di venire; Michael è dubbioso, poi si lascia convincere dalle lusinghe di Katie. Chiede però alla ragazza un favore, quello di svuotare il cestino del suo computer. Il giorno dopo, finita la riunione, Katie lo prende da parte e gli dice di aver letto il file della morte di Jeroma, prima di cancellarlo. Quella sera Michael, molto provato dall'accaduto, inizia a stilare una lista di criminali ancora in vita, per dimostrare a sé stesso che la morte di Jeroma è stato un caso; scrive così il necrologio di un produttore discografico che è in galera per aver strangolato la sua giovane ragazza, di cui Michael era un fan. Il mattino dopo, legge online che l'uomo è stato assassinato nella biblioteca della prigione durante una lite. Fuori di sé, Michael chiama Katie e le racconta questo secondo avvenimento: la ragazza lo invita a calmarsi e a raggiungerlo a casa sua. I due finiscono a letto, dopodiché Katie lo invita a scrivere un terzo necrologio su una persona in vita, per verificare una volta per tutte se Michael ha davvero questo misterioso "potere" o se siano state incredibili coincidenze. Scelgono un condannato a morte, che aveva violentato e torturato giovani ragazze; Katie confessa a Michael di essere stata a sua volta violentata, ma di non sapere chi fosse stato e lo implora di scrivere il necrologio di quel condannato a morte. Michael è riluttante ma accetta e il giorno dopo i due leggono del suicidio dell'uomo. Prima di uscire da casa della ragazza, Michael si fa promettere di non dire mai a nessuno che cosa è successo; Katie accetta ma non sarà così. Tempo dopo, Katie invita Michael a casa sua, dove si trova anche Penny, una loro collega taciturna e solitaria. Le ragazze, molto amiche, si erano conosciute ad un gruppo di sostegno per donne vittime di abusi: Penny era stata violentata per anni da uno zio e implora Michael di scrivere il necrologio dell'uomo. Il giorno dopo, Katie chiama Michael: si è accorta non solo della morte dello zio di Penny, ma anche del fatto che molti omonimi dei criminali uccisi dal necrologio erano morti in quei giorni, in diversi stati, ed erano tutti innocenti.

### Fuochi d'artificio ubriachi (Drunken Fireworks)
Mentre è in custodia presso la polizia di Castle County, Alden McCausland racconta i motivi che lo hanno portato all'arresto. Alden vive con sua madre: i due hanno ereditato una grossa cifra dall'assicurazione del padre defunto, in più la donna ha vinto alla lotteria. Durante l'estate vivono alla casa sul lago Abenaki, dirimpetto alla villa di facoltosi italo-americani, la famiglia Massimo. Durante il 4 luglio, i McCausland cercano d'impressionare i Massimo con fuochi d'artificio, ma vengono surclassati. Inizia così una "guerra" di fuochi d'artificio tra le due famiglie, che dura alcuni anni, e che vede prevalere sempre gli italo-americani. Quando Alden decide si comprare una specie di bomba di contrabbando, l'epilogo della serata sfiora la tragedia.

### Tuono estivo (Summer Thunder)
Dopo una catastrofe planetaria, uno dei pochi sopravvissuti si occupa di riparare la sua amata moto.

### Il vaso dei biscotti (Cookie Jar)
Il tredicenne Dale Alderson sta intervistando il suo bisnonno di 90 anni, Barrett "Rhett" Alderson, per un compito scolastico. Dopo aver raccontato a Dale dei programmi radiofonici che aveva ascoltato prima dell'avvento della televisione, il bisnonno Rhett, sospettando di avere solo pochi mesi di vita, decide di raccontargli anche una storia tenuta segreta sino a quel momento. 
Nel 1927, quando Rhett aveva due anni, sua madre Moira lasciò la casa che condivideva con suo marito e i loro tre figli, trasferendosi in un cottage dall'altra parte della città. La donna, che soffriva di disturbo bipolare, affermò che ciò fosse necessario per proteggere tutta la famiglia. Rhett e suo fratello maggiore Jack visitavano regolarmente la madre nel suo cottage, dove lei gli offriva i cookie da un grande vaso di biscotti di ceramica blu sempre pieno.
Nel tempo, il comportamento di Moira diventò sempre più anomalo: iniziò a disegnare un'elaborata mappa su un muro del cottage che, secondo lei, raffigurava "Lalanka", il paese di un altro mondo popolato da "entità", strane creature che volevano arrivare sulla Terra per divorarla. La donna narrò ai due figli delle storie su Lalanka, inclusa una guerra tra "Red Henry" e "Black John", in cui quest'ultimo dava fuoco alla "lunga foresta" di Lalanka, e l'esistenza dei "Gobbits",creature mostruose in grado di produrre un banco di nebbia chiamata "forza" che uccideva i piccoli animali. Più tardi, Rhett arrivò a credere che le storie fossero una distrazione dalla ciò che Moira temeva veramente: il vaso dei biscotti blu. Le visite continuarono fino al 1938, quando Moria si tolse la vita. Ciascuno dei ragazzi come ricordo della madre portò via un oggetto e Rhett decise per il vaso di biscotti.
Rhett e Jack iniziarono a mangiare i cookie ogni sera per ricordare la cara madre, ma dopo alcuni giorni si accorsero che il vaso era inspiegabilmente sempre pieno di cookie appena cotti. Rhett iniziò a svuotare il vaso, ma si arrese quando lo vide riempirsi di nuovo; mentre riponeva i cookie nel vaso, notò che il suo orologio si fermava quando si trovava all'interno del contenitore. Dopo l'attacco a Pearl Harbor nel 1941, i due fratelli si arruolarono a turno nelle forze armate degli Stati Uniti, con Jack che morì quando il suo caccia venne abbattuto durante la battaglia di Iwo Jima. Rhett partecipò alla battaglia di Normandia, alla liberazione della Francia e all'invasione della Germania da parte degli alleati occidentali. Nell'aprile del 1945, partecipò alla liberazione dei campi di concentramento di Buchenwald e Dachau, e gli orribili panorami che vide gli fecero ricordare la descrizione di Lalanka fatta in passato da sua madre. 
Rhett traccia parallelismi tra "Black John" e Adolf Hitler.
Dopo essere tornato dall'Europa, Rhett iniziò a lavorare come meccanico di automobili e, nel marzo del 1946, recuperò il vaso dei biscotti ancora pieno dalla soffitta della casa di suo padre, e finalmente riuscì a svuotarlo. Quando Rhett riuscì a vedere il fondo del barattolo, scorse una veduta aerea di quella che riconobbe come Lalanka, coi resti bruciati della "lunga foresta", una fitta nebbia di forza e un venditore ambulante che venne aggredito da due Gobbit. Inorridito da questa vista, Rhett lasciò cadere il barattolo di biscotti e questo si riempì di nuovo.
Il nipote Dale chiede al vecchio Rhett che fine avesse fatto il vaso. L'uomo risponde che si trova nella soffitta della casa di suo zio Bill e regala il vaso al ragazzo, raccomandandolo di fare attenzione. Sebbene Dale prometta che lo avrebbe fatto, Rhett sospetta che svuoterà comunque il vaso e lo esaminerà, riflettendo che "alla fine preferiamo tutti l'amaro al dolce. È la nostra maledizione".

## Edizioni
- Stephen King, Il bazar dei brutti sogni, traduzione di Giovanni Arduino, Chiara Brovelli, Alfredo Colitto, Christian Pastore, Sperling & Kupfer, 2016,  p. 490, ISBN 978-88-200-6008-4.